# 金成汗
金 成汗（キム・ソンガン、朝鮮語: 김성간、1912年11月17日 - 1984年5月29日）は、サッカー選手、サッカー指導者。第二次世界大戦前は日本代表選手、戦後は韓国代表のコーチなどを務めた。

## 経歴
崇実中学、崇実専門、延喜専門などに所属。卒業後は全京城蹴球団などでプレーして、1935年6月に開催された全日本蹴球選手権大會（第15回天皇杯全日本サッカー選手権大会）のチームの優勝に貢献した。
1939年8月の関東州代表戦で日本代表として初出場し、翌1940年まで日本代表として5試合に出場した。なお、国際Aマッチに該当するのは1940年6月16日のフィリピン代表戦の1試合である。
1946年に現役を引退した後は韓国代表のスタッフなどを歴任し、優勝した1956年アジアカップではコーチを務めた。
その後、アメリカ合衆国に移住したが、1984年に交通事故で死去した。

## 代表歴

### 出場大会
- 1939年：日満華交歓競技大会
- 1940年：紀元二千六百年奉祝東亜競技大会

### 試合数
- 国際Aマッチ:1試合0得点(1940)

| 日本代表 | 国際Aマッチ | 国際Aマッチ | その他 | その他 | 期間通算 | 期間通算 |
| 年       | 出場        | 得点        | 出場   | 得点   | 出場     | 得点     |
| -------- | ----------- | ----------- | ------ | ------ | -------- | -------- |
| 1939     | 0           | 0           | 3      | 0      | 3        | 0        |
| 1940     | 1           | 0           | 1      | 1      | 2        | 1        |
| 通算     | 1           | 0           | 4      | 1      | 5        | 1        |

### 出場
| No. | 開催日         | 開催都市 | スタジアム     | 対戦相手   | 結果 | 監督     | 大会             |
| --- | -------------- | -------- | -------------- | ---------- | ---- | -------- | ---------------- |
| 1.  | 1940年06月16日 | 兵庫県   | 甲子園南運動場 | フィリピン | ○1-0 | 竹腰重丸 | 奉祝東亜競技大会 |